# Ascensores de Valparaíso
Los ascensores de Valparaíso es el nombre que reciben los funiculares ubicados en esta ciudad de Chile, siendo una parte esencial de ella. Debido a lo empinado de los cerros porteños, se torna difícil y de larga duración la comunicación de varios sectores a pie o por otro medio de transporte colectivo, por lo que los ascensores cumplen con la función de comunicar rápidamente la parte alta de la ciudad con el plan, demorándose, la mayoría de ellos, no más de un minuto en su trayecto; a este medio de transporte se le da el nombre de ascensores funiculares.
De los cerca de treinta ascensores que a partir de 1883 funcionaron en Valparaíso, solo siete de dieciséis funcionaba a noviembre de 2014, algunos con reparación parcial.
Entre las razones para la desaparición o detención están las destrucciones por terremotos, incendios, derrumbes de cerros y la poca rentabilidad de algunos por la preferencia de otros medios de transporte como buses y colectivos.
Los dieciséis ascensores que quedan fueron declarados Monumentos Históricos Nacionales. El Polanco obtuvo esta categoría en 1974; catorce, el 1 de septiembre de 1998 y el Van Buren, en 2010.
De los 16 declarados monumentos históricos cinco eran de propiedad municipal —el Barón, El Peral, el Polanco, el Reina Victoria y el San Agustín— y los otros estaban en manos privadas: Florida, Mariposas y Monjas pertenecían a la Compañía Nacional de Ascensores S. A.; Artillería, Concepción y Cordillera, a la de Ascensores Mecánicos de Valparaíso; Espíritu Santo, Larraín y Villaseca (detenido desde 2006 por reparaciones), a la de Ascensores Valparaíso S. A.; y Lecheros (detenido desde 2007 por un incendio), al empresario Justo Maturana (Compañía de Ascensores del Cerro Lecheros Ltda).
Diez de esos ascensores privados fueron comprados por la Municipalidad en mayo de 2012 y solo el último citado quedó fuera de ese plan, aunque más tarde se aprobó su compra en dos cuotas, que debería haberse completado en el primer trimestre de 2015.
En la vecina ciudad de Viña del Mar (parte del Gran Valparaíso) el único ascensor existente se denomina Villanelo, inaugurado el 5 de septiembre de 1983 y que conecta dos extremos de dicha calle a través de una pendiente alta.
En 2020 se creó la Agrupación de Usuarios y Usuarias de Ascensores de Valparaíso (ASCENVAL), movimiento ciudadano en torno a la concienciación y resguardo de los ascensores de Valparaíso.

## Ascensores
A continuación se listas los diversos ascensores que ha tenido Valparaíso, incluyendo los vigentes y los en desuso, ordenados por año de inauguración.
| Nombre           | Estación baja                     | Estación alta             | Cerro         | Inauguración | Cese de actividad | Imagen |
| ---------------- | --------------------------------- | ------------------------- | ------------- | ------------ | ----------------- | --- |
| Concepción       | Calle Prat                        | Paseo Gervasoni           | Concepción    | 1883         |                   | |
| Cordillera       | Calle Serrano                     | Plaza Eleuterio Ramírez   | Cordillera    | 1887         |                   | |
| Artillería 1     | Plaza Wheelwright                 | Paseo 21 de Mayo          | Artillería    | 1892         | 1968              | [[File:Valparaíso, Ascensor Artillería de cuatro carros.jpg\|150px\|alt={{{Alt\|{{{descripción}}}]]       |
| San Juan de Dios | Hospital San Juan de Dios         | Hospital San Juan de Dios | El Litre      | 1898         | 1906              | [[File:Ascensor Hospital o San Juan de Dios, ya desaparecido..jpg\|150px\|alt={{{Alt\|{{{descripción}}}]] |
| Bellavista       | Calle Condell                     | Calle Héctor Calvo        | Bellavista    | 1897         | inicio 1970s      | |
| El Peral         | Plaza de Justicia                 | Paseo Yugoslavo           | Alegre        | 1901         |                   | |
| Panteón          | Plazuela Ecuador                  | Calle Dinamarca           | Panteón       | 1901         | 1952              | |
| Ferroviario      | Avenida España                    | Avenida Diego Portales    | Barón         | 1902         | 1911              | |
| Reina Victoria   | Calle Elías                       | Paseo Dimalow             | Alegre        | 1903         |                   | |
| Esmeralda        | Calle Esmeralda                   | Paseo Atkinson            | Concepción    | 1905         | 1948              | [[File:Ascensores esmeralda y reina victoria.jpg\|150px\|alt={{{Alt\|{{{descripción}}}]]                  |
| Arrayán          | Calle Bustamante                  | Calle Almirante Riveros   | Arrayán       | 1905         | 1971              | |
| Mariposas        | Calle Gaspar Marín                | Paseo Barbosa             | Mariposas     | 1906         | 2009              | |
| Florida          | Calle Carrera                     | Calle Marconi             | Florida       | 1907         | 2009              | |
| Artillería 2     | Plaza Wheelwright                 | Paseo 21 de Mayo          | Artillería    | 1908         | 2021              | |
| La Cruz          | Avenida Francia                   | Calle Federico Varela     | La Cruz       | 1908         | 1990              | |
| Lecheros         | Calle Eusebio Lillo               | Calle Lecheros            | Lecheros      | 1908         | 2007              | |
| Barón            | Avenida España                    | Avenida Diego Portales    | Barón         | 1909         |                   | |
| Larraín          | Calle Eusebio Lillo               | Paseo Hermanos Clark      | Larraín       | 1909         | 2010              | |
| Santo Domingo    | Calle Cajilla                     | Calle Cayocopíl           | Santo Domingo | 1910         | 1974              | |
| Espíritu Santo   | Calle Aldunate                    | Calle Rudolph             | Bellavista    | 1911         |                   | |
| Monjas           | Avenida Baquedano                 | Calle Bianchi             | Monjas        | 1912         | 2009              | |
| Placeres         | Avenida Diego Portales            | Avenida Los Placeres      | Placeres      | 1913         | 1952              | |
| San Agustín      | Calle José Tomás Ramos            | Calle Canal               | Cordillera    | 1914         |                   | |
| Villaseca        | Avenida Antonio Varas             | calle Pedro León Gallo    | Playa Ancha   | 1913         | 2005              | |
| Merced           | Calle Casablanca esquina Canciani | Pasaje Ascensor           | Merced        | 1914         | 1914              | |
| Ramaditas        | Avenida Santa Elena               | Calle Ramaditas           | Ramaditas     | 1914         | 1941              | |
| Polanco          | Calle Almirante Simpson           | Calle Latorre             | Polanco       | 1916         |                   | |
| Delicias         | Calle Jorge Ossandón              | Calle Antofagasta         | Delicias      | 1925         | 1961              | |
| Las Cañas        | Calle Luis Cousiño                | Avenida Alemania          | Las Cañas     | 1925         | 1980              | |
| Van Buren        | Van Buren                         | Van Buren                 | El Litre      | 1929         |                   | |
| Perdices         | Avenida Perdices                  | Camino Cintura            | Perdices      | 1932         | 1968              | |